# Pleurospermum veitchianum
Pleurospermum veitchianum är en flockblommig växtart som beskrevs av Friedrich Ludwig Diels och H.Wolff. Pleurospermum veitchianum ingår i släktet piplokor, och familjen flockblommiga växter. Inga underarter finns listade i Catalogue of Life.